# Corrachadh Mòr

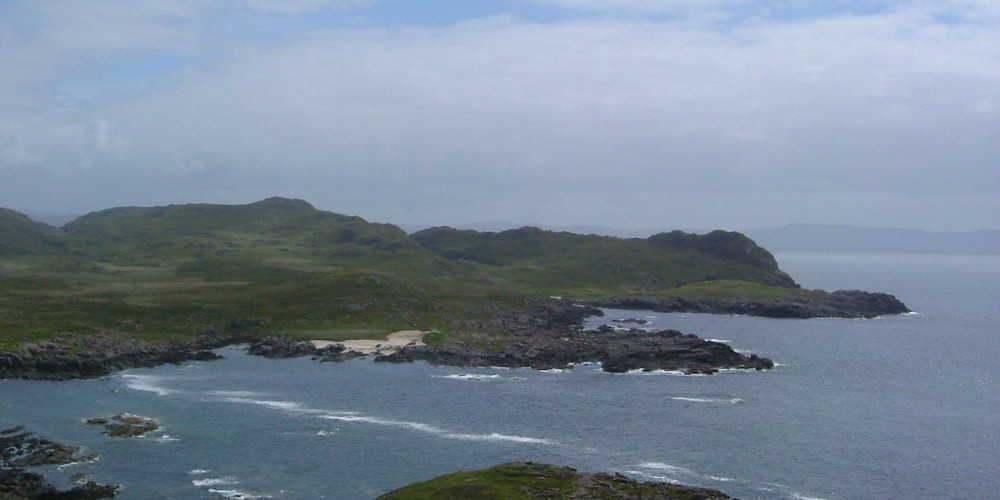
Na końcu Wielkiej Brytanii

Corrachadh Mòr – niewielkie wzniesienie na półwyspie Ardnamurchan w Szkocji, najdalej na zachód wysunięty punkt wyspy Wielka Brytania. Jest wysunięty o 36 km bardziej na zachód niż Land’s End w Kornwalii. W potocznej świadomości, według starego systemu współrzędnych, za najbardziej zachodnie miejsce wyspy uznawany jest Ardnamurchan Point, jednak Corrachadh Mòr jest położony o 42 m bardziej na zachód.